# Thomas Becker (canoista 1967)
Thomas Becker (Hilden, 6 luglio 1967) è un canoista tedesco.

## Biografia
Ha rappresentato la Germania ai Giochi olimpici estivi di Atlanta 1996, in cui si è classificato al 26º posto.
Alla sua seconda partecipazione olimpica ad Atlanta 1996, ha vinto la medaglia di bronzo nel K1, terminanso alle spalle del connazionale Oliver Fix e dello sloveno Andraž Vehovar.

## Palmarès
- Giochi olimpici

Atlanta 1996: bronzo nel K1;
- Mondiali

Tacen 1991: argento nel K1 a squadre;
Nottingham: oro nel K1 a squadre;
Três Coroas 1997: oro nel K1; bronzo nel K1 a squadre;
La Seu d'Urgell 1999: oro nel K1 a squadre;
Bourg St.-Maurice 2002: oro nel K1 a squadre;
- Europei

Augusta 1993: oro nel K1 a squadre;
Roudnice nad Labem 1998: oro nel K1 a squadre; argento nel K1;
Mezzana 2000: argento nel K1;
Bratislava 2002: oro nel K1 a squadre;